# Juliana Delgado Lautenschlager
Juliana Delgado Lautenschlager, más conocida como Ju Delgado, (Pelotas, Brasil, 17 de diciembre de 1983) es una futbolista brasileña. Su posición es universal y su equipo actual es la Futsi Atlético Navalcarnero de la Primera División de fútbol sala femenino de España. En el año 2013 estuvo nominada a mejor jugadora del mundo.

## Trayectoria
Se formó como jugadora en Brasil, militando en equipos como el Chimarrão, Corinthians, Grêmio o el Sabesp de Sao Paulo. Su primer equipo en España fue el Deportivo Córdoba F.S., tras una temporada fichó por el Club Femesala Elche, siendo la primera extranjera en jugar en el club ilicitano. En 2010 se comprometió por tres próximas temporadas con el FSF Móstoles Cospusa, donde ganó 2 Copas de España. En el año 2012 ficha por el Futsi Atlético Navalcarnero.

## Selección nacional
Es habitual con la selección brasileña desde el año 2006, con la que ha ganado cinco mundiales.

## Estadísticas

### Clubes
Actualizado al último partido jugado el 26 de junio de 2022.
| Club | Div.          | Temporada     | Liga  | Liga  | Liga       | Liga      | Copas nacionales(1) | Copas nacionales(1) | Copas nacionales(1) | Copas nacionales(1) | Torneos internacionales(2) | Torneos internacionales(2) | Torneos internacionales(2) | Torneos internacionales(2) | Total(3) | Total(3) | Total(3)   | Total(3)  |
| Club | Div.          | Temporada     | Part. | Goles | Amonestado | Expulsado | Part.               | Goles               | Amonestado          | Expulsado           | Part.                      | Goles                      | Amonestado                 | Expulsado                  | Part.    | Goles    | Amonestado | Expulsado |
| --- | ------------- | ------------- | ----- | ----- | ---------- | --------- | ------------------- | ------------------- | ------------------- | ------------------- | -------------------------- | -------------------------- | -------------------------- | -------------------------- | -------- | -------- | ---------- | --------- |
| Chimarrão · Brasil |               |               |       |       |            |           |                     |                     |                     |                     |                            |                            |                            |                            |          |          |            |           |
| 1.ª |               |               |       |       |            |           |                     |                     |                     |                     |                            |                            |                            |                            |          |          |            |           |
| |               | -             | -     | -     | -          | -         | -                   | -                   | -                   | -                   | -                          | -                          |                            | -                          | -        | -        |            |           |
| Total club | Total club    | -             | -     | -     | -          | -         | -                   | -                   | -                   | -                   | -                          | -                          | -                          | -                          | -        | -        | -          |           |
| Grêmio · Brasil |               |               |       |       |            |           |                     |                     |                     |                     |                            |                            |                            |                            |          |          |            |           |
| 1.ª |               |               |       |       |            |           |                     |                     |                     |                     |                            |                            |                            |                            |          |          |            |           |
| |               | -             | -     | -     | -          | -         | -                   | -                   | -                   | -                   | -                          | -                          |                            | -                          | -        | -        |            |           |
| Total club | Total club    | -             | -     | -     | -          | -         | -                   | -                   | -                   | -                   | -                          | -                          | -                          | -                          | -        | -        | -          |           |
| Sabesp · Brasil |               |               |       |       |            |           |                     |                     |                     |                     |                            |                            |                            |                            |          |          |            |           |
| 1.ª |               |               |       |       |            |           |                     |                     |                     |                     |                            |                            |                            |                            |          |          |            |           |
| |               | -             | -     | -     | -          | -         | -                   | -                   | -                   | -                   | -                          | -                          |                            | -                          | -        | -        |            |           |
| Total club | Total club    | -             | -     | -     | -          | -         | -                   | -                   | -                   | -                   | -                          | -                          | -                          | -                          | -        | -        | -          |           |
| Cajasur Córdoba · España |               |               |       |       |            |           |                     |                     |                     |                     |                            |                            |                            |                            |          |          |            |           |
| 1.ª |               |               |       |       |            |           |                     |                     |                     |                     |                            |                            |                            |                            |          |          |            |           |
| 2007-08 | 26            | 14            | 10    | 0     | 1          | 0         | 1                   | 0                   | -                   | -                   | -                          | -                          | 27                         | 14                         | 11       | 0        |            |           |
| Total club | Total club    | 26            | 14    | 10    | 0          | 1         | 0                   | 1                   | 0                   | -                   | -                          | -                          | -                          | 27                         | 14       | 11       | 0          |           |
| Femesala Elche · España |               |               |       |       |            |           |                     |                     |                     |                     |                            |                            |                            |                            |          |          |            |           |
| 1.ª |               |               |       |       |            |           |                     |                     |                     |                     |                            |                            |                            |                            |          |          |            |           |
| 2008-09 | 25            | 15            | 5     | 0     | 0          | 0         | 0                   | 0                   | -                   | -                   | -                          | -                          | 25                         | 15                         | 5        | 0        |            |           |
| 2009-10 | 31            | 36            | 1     | 0     | 2          | 2         | 0                   | 0                   | -                   | -                   | -                          | -                          | 33                         | 38                         | 1        | 0        |            |           |
| Total club | Total club    | 56            | 51    | 6     | 0          | 4         | 3                   | 0                   | -                   | -                   | -                          | -                          | -                          | 60                         | 54       | 6        | 0          |           |
| FSF Móstoles · España |               |               |       |       |            |           |                     |                     |                     |                     |                            |                            |                            |                            |          |          |            |           |
| 1.ª |               |               |       |       |            |           |                     |                     |                     |                     |                            |                            |                            |                            |          |          |            |           |
| 2010-11* | 20            | 18            | 4     | 0     | 3          | 1         | 0                   | 0                   | -                   | -                   | -                          | -                          | 23                         | 18                         | 5        | 0        |            |           |
| 2011-12 | 28            | 17            | 6     | 0     | 4          | 5         | 1                   | 0                   | -                   | -                   | -                          | -                          | 32                         | 22                         | 7        | 0        |            |           |
| Total club | Total club    | 48            | 35    | 10    | 0          | 7         | 6                   | 1                   | 0                   | -                   | -                          | -                          | -                          | 55                         | 41       | 11       | 0          |           |
| Futsi Atlético Navalcarnero · España |               |               |       |       |            |           |                     |                     |                     |                     |                            |                            |                            |                            |          |          |            |           |
| 1.ª |               |               |       |       |            |           |                     |                     |                     |                     |                            |                            |                            |                            |          |          |            |           |
| 2012-13 | 27            | 10            | 11    | 0     | 4          | 2         | 2                   | 0                   | -                   | -                   | -                          | -                          | 31                         | 12                         | 13       | 0        |            |           |
| 2013-14 | 29            | 42            | 6     | 1     | 4          | 6         | 4                   | 0                   | -                   | -                   | -                          | -                          | 33                         | 46                         | 10       | 0        |            |           |
| 2014-15 | 30            | 23            | 4     | 0     | 3          | 1         | 1                   | 0                   | -                   | -                   | -                          | -                          | 33                         | 24                         | 5        | 0        |            |           |
| 2015-16 | 24            | 21            | 8     | 0     | 4          | 2         | 1                   | -                   | -                   | -                   | -                          | -                          | 28                         | 23                         | 9        | 0        |            |           |
| 2016-17 | 30            | 25            | 8     | 0     | 5          | 3         | 2                   | 0                   | 3                   | 3                   | -                          | -                          | 38                         | 31                         | 10       | 0        |            |           |
| 2017-18 | 27            | 9             | 10    | 0     | 5          | 2         | 1                   | 0                   | 3                   | 2                   | 1                          | 0                          | 35                         | 13                         | 12       | 0        |            |           |
| 2018-19 | 26            | 16            | 7     | 0     | 4          | 3         | 0                   | 0                   | 1                   | 1                   | 0                          | 0                          | 31                         | 20                         | 7        | 0        |            |           |
| 2019-20 | 18            | 20            | 3     | 0     | 4          | 1         | 1                   | 0                   | -                   | -                   | -                          | -                          | 22                         | 21                         | 4        | 0        |            |           |
| 2020-21 | 17            | 7             | 6     | 0     | 3          | 0         | 0                   | 0                   | -                   | -                   | -                          | -                          | 20                         | 7                          | 6        | 0        |            |           |
| 2021-22 | 33            | 13            | 6     | 0     | 6          | 2         | 2                   | 0                   | -                   | -                   | -                          | -                          | 39                         | 15                         | 8        | 0        |            |           |
| Total club | Total club    | 261           | 186   | 69    | 1          | 42        | 22                  | 14                  | 0                   | 7                   | 6                          | 1                          | 0                          | 310                        | 214      | 84       | 0          |           |
| Total carrera | Total carrera | Total carrera | 391   | 286   | 95         | 1         | 54                  | 31                  | 16                  | 0                   | 7                          | 6                          | 1                          | 0                          | 452      | 323      | 112        | 1         |
| (1) Incluye datos de Copa de España / Supercopa de España. (2) Incluye datos de Campeonato de Europa de Clubes y Copa Intercontinental. (3) No incluye datos de partidos amistosos. |               |               |       |       |            |           |                     |                     |                     |                     |                            |                            |                            |                            |          |          |            |           |

Nota: En la temporada 2010-11 faltan por comprobar 8 jornadas

## Palmarés y distinciones

### Campeonatos
- Liga española: 5 títulos

2013-14, 2014-15, 2016-17, 2018-19 y 2021-22
- Copa de España: 6 títulos

2011, 2012, 2014, 2015, 2016 y 2018.
- Supercopa de España: 6 títulos

2012, 2013, 2014, 2016, 2017 y, 2018.
- Copa de Europa: 2 títulos

2016/17, 2017/18.
- Campeonato Estatal de Brasil: 4 títulos

### Selección Brasileña
- Medalla de oro en el Campeonato Mundial Femenino de fútbol sala 2011
- Medalla de oro en el Campeonato Mundial Femenino de fútbol sala 2012
- Medalla de oro en el Campeonato Mundial Femenino de fútbol sala 2013
- Medalla de oro en el Campeonato Mundial Femenino de fútbol sala 2014
- Medalla de oro en el Campeonato Mundial Femenino de fútbol sala 2015

### Distinciones individuales
- Máxima goleadora de la Copa de España 2017